# 존 이블린

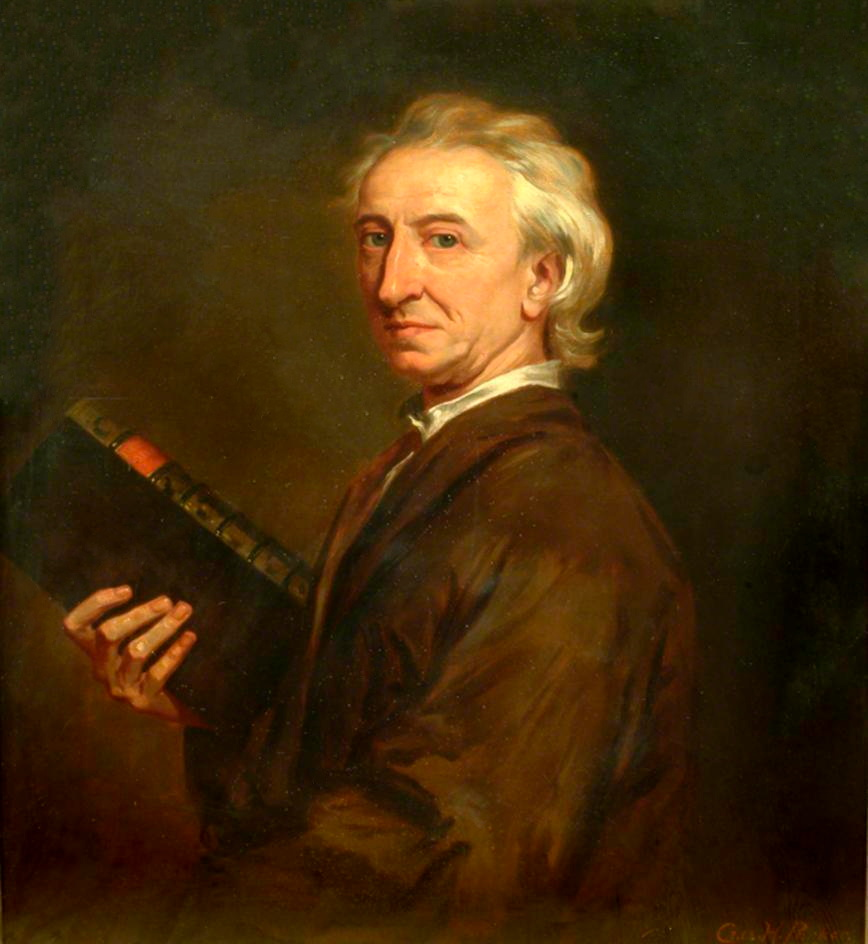

존 이블린 FRS (John Evelyn, 1620년 10월 31일 – 1706년 2월 27일)는 영국의 작가, 지주, 정원사, 궁정 및 하급 정부 관리였으며 지금은 일기 쓰기로 가장 잘 알려져 있다. 그는 왕립 학회의 창립 연구원이었다.
그의 일기 또는 회고록은 그가 학생이었던 1640년부터 그가 사망한 해인 1706년까지 성인이 된 기간에 걸쳐 있다. 그는 항상 매일 글을 쓰지 않았다. 많은 책은 정기 잡지나 신문이 발행되기 이전의 삶과 사건에 대한 통찰력을 제공하여 현대 역사가들에게 후기의 작품보다 더 큰 관심을 불러일으키는 일기를 만든다. 이블린의 작품은 찰스 1세의 처형, 올리버 크롬웰의 부상과 궁극적인 자연사, 런던 대역병, 1666년 런던 대화재를 비롯한 예술, 문화 및 정치를 다룬다.
일기는 1818년 사후에 처음 출판되었지만 수년에 걸쳐 새뮤얼 피프스에 의해 가려졌다. 피프스는 훨씬 더 짧은 기간인 1660-1669년을 다루는 다른 종류의 일기를 썼지만 같은 시대에 훨씬 더 깊이 있게 썼다.
이블린이 쓴 많은 주제 중 정원 가꾸기는 점점 더 집착하는 주제였으며 2001년까지 인쇄되지 않은 주제에 대한 거대한 원고를 남겼다. 그는 프랑스 원예 서적의 여러 번역본을 출판했으며, 그의 Sylva, 또는 A Discourse of Forest-trees (1664)는 토지 소유자에게 나무를 심도록 간청하는 데 매우 영향력이 없었다. 그의 주요 원고의 섹션은 이 판에 추가되었으며 별도로 출판되었다.